# Batdżargalyn Odchüü
Batdżargalyn Odchüü (mong. Батжаргалын Одхүү; ur. 11 marca 1977) – mongolski judoka. Dwukrotny olimpijczyk. Odpadł w eliminacjach w Sydney 2000 i Atenach 2004. Walczył w wadze średniej i półciężkiej.
Uczestnik mistrzostw świata w 2003. Startował w Pucharze Świata w 1997, 1998 i 2007. Brązowy medalista mistrzostw Azji w 2003, a także igrzysk Azji Wschodniej w 1997 roku.

## Letnie Igrzyska Olimpijskie 2000
| Konkurencja | Eliminacje         | Klas. końcowa |
| Konkurencja | Przeciwnik I       | Miejsce       |
| ----------- | ------------------ | ------------- |
| 90 kg       | Xu Zhiming (CHN) P | 1 runda       |

## Letnie Igrzyska Olimpijskie 2004
| Konkurencja | Eliminacje               | Klas. końcowa |
| Konkurencja | Przeciwnik I             | Miejsce       |
| ----------- | ------------------------ | ------------- |
| 100 kg      | Iweri Dżikurauli (GEO) P | 1 runda       |